# Notopora
Notopora je rod se šesti druhy rostlin, který řadíme do čeledi vřesovcovité.

## Druhy
- Notopora auyantepuiensis
- Notopora cardonae
- Notopora chimantensis
- Notopora schomburgkii
- Notopora smithiana